# Kanybek Sagynbajew
Kanybek Kalugulowitsch Sagynbajew (russisch Каныбек Калугулович Сагынбаев, englische Transkription: Kanybek Sagynbaev; * 11. November 1985 in Frunse, Kirgisische SSR) ist ein kirgisischer Billardspieler. Er wurde dreimal Weltmeister – 2007 und 2014 in der Dynamischen Pyramide sowie 2010 in der Freien Pyramide – und dreimal Vizeweltmeister und ist damit der erfolgreichste Spieler bei Einzelweltmeisterschaften im Russischen Billard.
Er ist auch als Billardfunktionär und -trainer tätig.

## Karriere
Kanybek Sagynbajew wurde 1985 in Frunse geboren, dem heutigen Bischkek, und wuchs als ältestes von drei Geschwistern in einfachen Verhältnissen auf. Seinen Vater verlor er im Alter von sechs Jahren, seine Mutter arbeitete bei einem Fleischereiunternehmen.
Im Alter von acht Jahren begann Sagynbajew mit dem Billardspielen. Mit dreizehn Jahren wurde er als bis dahin jüngster Spieler kirgisischer Meister. Von 2003 bis 2008 gewann er den Titel jedes Jahr. 2002 erreichte er das Finale des Asiencups in Almaty und gewann den Gouverneurs-Pokal in Jekaterinburg. 2003 wurde er in Moskau U21-Juniorenweltmeister. Im selben Jahr schied er bei der Weltmeisterschaft in der Freien Pyramide in der Runde der letzten 32 gegen Ihar Kupawa aus. Zudem gewann er 2003 zum ersten Mal ein Turnier des Eurasiencups, bei dem ihm in den folgenden drei Jahren drei weitere Siege gelangen.
2004 gelang ihm bei der Juniorenweltmeisterschaft die Titelverteidigung. Beim Asiencup 2004 wurde er Dritter. Bei der WM 2004 erreichte er das Viertelfinale, in dem er nur knapp (4:5) gegen Oleh Matschtakow verlor. Im März 2005 gewann Sagynbajew mit der kirgisischen Nationalmannschaft die Bronzemedaille bei der Team-WM. Nachdem er bei der WM 2005 in der Vorrunde ausgeschieden war, gelangte er 2006, nachdem er unter anderem Titelverteidiger Juri Paschtschinski besiegt hatte, ins Viertelfinale und verlor gegen Oleksandr Palamar.
Im April 2007 erreichte Sagynbajew bei der erstmals ausgetragenen Weltmeisterschaft in der Kombinierten Pyramide das Finale, in dem er sich jedoch dem Ukrainer Oleksandr Palamar knapp mit 6:7 geschlagen geben musste. Im Oktober gelang ihm sein fünfter Turniersieg beim Eurasiencup. Wenige Tage später zog er in Sankt Petersburg bei der ersten Ausgtragung der WM in der Dynamischen Pyramide ins Finale ein, in dem er erneut auf Oleksandr Palamar traf, nun jedoch durch einen 7:5-Sieg erstmals Weltmeister wurde. Im November 2007 gewann er seine erste WM-Medaille in der Freien Pyramide, als er das Halbfinale erreichte und mit 5:6 gegen den späteren Weltmeister Kanybek Sagyndykow verlor. Im selben Jahr gewann er den Galaxy-Cup in Tscheljabinsk und erreichte das Finale des Palmyra-Cups in Jalta.
2008 erreichte Sagynbajew bei der Kombinierte-Pyramide-WM das Achtelfinale. 2009 zog er bei der Freie-Pyramide-WM, an der er im Vorjahr nicht teilgenommen hatte, erstmals ins Endspiel ein, in dem er dem Russen Pawel Mechowow mit 6:7 unterlag. Anfang 2010 erreichte er bei der WM in der Kombinierten Pyramide zum zweiten Mal das Finale und verlor mit 2:6 gegen Jernar Tschimbajew. Im Oktober 2010 erreichte er zum dritten Mal in Folge ein WM-Finale: In Willingen besiegte er den Russen Pawel Kusmin mit 7:2 und wurde damit zum ersten Mal Weltmeister in der Freien Pyramide.
Die beiden folgenden Jahre verliefen für Sagynbajew weniger erfolgreich. Bei den fünf Weltmeisterschaften erreichte er zweimal das Sechzehntelfinale (Kombinierte Pyramide 2011 und Dynamische Pyramide 2012) und schied dreimal in der Runde der letzten 64 aus, darunter die Kombinierte-Pyramide-WM 2012 in seiner Heimatstadt Bischkek. Im Sommer 2012 hatte er das Legends-of-Billiards-Tournament gewonnen. Im März 2013 gewann er ein Einladungsturnier in Bischkek. Nachdem er 2013 in der Kombinierten Pyramide in der Runde der letzten 32 und in der Dynamischen Pyramide bereits nach zwei Spielen sieglos in der Vorrunde ausgeschieden war, erreichte er in der Freien Pyramide zum ersten Mal seit drei Jahren wieder ein WM-Achtelfinale, das er jedoch gegen Alexander Banny verlor. Ende 2013 erreichte er beim Kremlin Cup und bei den St. Petersburg Open das Halbfinale.
Nach dem Zweitrundenaus bei der Kombinierte-Pyramide-WM 2014 in Tscholponata und einem fünften Platz bei der kirgisischen Meisterschaft wurde Sagynbajew im September 2014 zum dritten Mal Weltmeister: Er besiegte im WM-Finale in der Dynamischen Pyramide den Kasachen Däuren Urynbajew mit 7:5, nachdem er bereits mit 6:2 geführt hatte, und war nach seinem Titelgewinn 2007 damit der erste Spieler, der in dieser Disziplin zum zweiten Mal Weltmeister wurde. Nach seinem für Kasachstan startenden Landsmann Kanybek Sagyndykow war er der zweite Spieler, der drei Titel bei Einzelweltmeisterschaften im Russischen Billard gewann. Wenige Wochen später schied er hingegen bei der WM in der Freien Pyramide bereits in der Vorrunde aus.
Anfang 2015 erreichte Sagynbajew bei der WM in der Kombinierten Pyramide die Runde der letzten 32. Bei der Mannschaftsweltmeisterschaft 2015 bildete er gemeinsam mit Dastan Lepschakow das kirgisische Team, das im Halbfinale gegen Weißrussland ausschied. Im Oktober 2015 verlor er bei der Dynamische-Pyramide-WM im Achtelfinale gegen Älibek Omarow. Wenig später erreichte er auch in der Freien Pyramide die Runde der letzten 16. Bei der Kombinierte-Pyramide-WM 2016 folgte das Zweitrundenaus. Im Oktober 2016 zog er bei der erstmals in Bischkek ausgetragenen Weltmeisterschaft in der Dynamischen Pyramide als einziger Kirgise ins Viertelfinale ein, in dem er dem Russen Ildar Wachitow mit 5:7 unterlag. Im November schied er in der Freien Pyramide in der Runde der letzten 32 aus.
Im April 2017 schied Sagynbajew bei der Kombinierte-Pyramide-WM zum fünften Mal in Folge im Sechzehntelfinale aus, diesmal musste er sich seinem Landsmann Dastan Lepschakow geschlagen geben, den er selbst trainierte. Bei den Asian Indoor & Martial Arts Games 2017 erreichte er im English Billiards das Viertelfinale, in dem er sich dem Goldmedaillengewinner Sourav Kothari mit 0:3 geschlagen geben musste. Beim Wettbewerb in der Dynamischen Pyramide verlor er im Achtelfinale gegen Älichan Qaranejew. Ende des Jahres schied er beim Finalturnier des Weltcups sieglos in der Vorrunde aus.
Im April 2018 folgte bei der WM in der Dynamischen Pyramide eine Erstrundenniederlage gegen Jernar Tschimbajew. Auch in der Freien Pyramide verlor er sein Auftaktspiel, diesmal gegen Vladimir Reyes.
Beim Champions Cup in Moskau folgte Anfang 2019 eine weitere Auftaktniederlage. Zwei Wochen später gewann er bei der Kombinierte-Pyramide-WM gegen den früheren Weltmeister Älibek Omarow (6:5), bevor er in der Runde der letzten 32 dem Kasachen Schanserik Nijetalijew mit 4:6 unterlag. Nachdem er beim Moskauer Bürgermeisterpokal sieglos in der Vorrunde ausgeschieden war, gelangte er bei der Freie-Pyramide-WM ins Sechzehntelfinale, in dem er gegen Wolodymyr Perkun verlor. Beim Achmat-Kadyrow-Pokal 2019 in Grosny erreichte er das Viertelfinale und unterlag dem späteren Turniersieger Iossif Abramow. Ende des Jahres folgten beim Kremlin Cup (Runde der letzten 64) und beim Savvidi Cup (Runde der letzten 144) zwei weitere Male ein frühes Ausscheiden.
Anfang 2020 erreichte Sagynbajew bei der kirgisischen Meisterschaft in der Kombinierten Pyramide das Achtelfinale.

## Erfolge
- Kirgisischer Meister (Freie Pyramide): 1999, 2003, 2004, 2005, 2006, 2007, 2008
- Gouverneurs-Pokal: 2002
- U21-Weltmeister: 2003, 2004
- Eurasiencup: 2003, 2004, 2005, 2006, 2007/6
- Galaxy-Cup: 2007
- Dynamische-Pyramide-Weltmeister: 2007, 2014
- Freie-Pyramide-Weltmeister: 2010
- Legends-of-Billiards-Tournament: 2012

## Teilnahmen an Weltmeisterschaften
| Disziplin            | 1999              | 2000              | 2001              | 2002              | 2003              | 2004              | 2005              | 2006              | 2007 | 2008              | 2009              | 2010              | 2011              | 2012 | 2013 | 2014 | 2015 | 2016 | 2017  | 2018  | 2019  | 2020  |
| -------------------- | ----------------- | ----------------- | ----------------- | ----------------- | ----------------- | ----------------- | ----------------- | ----------------- | ---- | ----------------- | ----------------- | ----------------- | ----------------- | ---- | ---- | ---- | ---- | ---- | ----- | ----- | ----- | ----- |
| Freie Pyramide       | ?                 | ?                 | ?                 | –                 | L32               | V                 | R                 | V                 | H    | –                 | F                 | S                 | L64               | L64  | A    | R    | A    | L32  | n. a. | L64   | L32   | n. a. |
| Dynamische Pyramide  | nicht ausgetragen | nicht ausgetragen | nicht ausgetragen | nicht ausgetragen | nicht ausgetragen | nicht ausgetragen | nicht ausgetragen | nicht ausgetragen | S    | nicht ausgetragen | nicht ausgetragen | nicht ausgetragen | nicht ausgetragen | L32  | R    | S    | A    | V    | n. a. | R     | n. a. | n. a. |
| Kombinierte Pyramide | nicht ausgetragen | nicht ausgetragen | nicht ausgetragen | nicht ausgetragen | nicht ausgetragen | nicht ausgetragen | nicht ausgetragen | nicht ausgetragen | F    | A                 | –                 | F                 | L32               | L64  | L32  | L32  | L32  | L32  | L32   | n. a. | L32   | n. a. |
| Quelle:              |                   |                   |                   |                   |                   |                   |                   |                   |      |                   |                   |                   |                   |      |      |      |      |      |       |       |       |       |

| Legende | Legende                               |
| ------- | ------------------------------------- |
| S       | Sieger                                |
| F       | Finalist                              |
| HF / H  | Halbfinalist                          |
| VF / V  | Viertelfinalist                       |
| AF / A  | Achtelfinalist                        |
| LX      | Niederlage in der Runde der letzten X |
| R2      | Niederlage in Runde 2                 |
| R       | Vorrundenaus/Niederlage in Runde 1    |
| –       | nicht teilgenommen                    |
| n. a.   | nicht ausgetragen                     |

## Funktionärslaufbahn
Sagynbajew war stellvertretender Generalsekretär und ist Vizepräsident des kirgisischen Billardverbands. Er setzte sich erfolgreich dafür ein, dass 2012 mit der Kombinierte-Pyramide-WM erstmals eine Weltmeisterschaft in Kirgisistan ausgetragen wurde. Später war er an der Organisation zweier weiterer Weltmeisterschaften (Kombinierte Pyramide 2014 und Dynamische Pyramide 2016) und der Asienmeisterschaft im Six-Red-Snooker 2017, dem ersten internationalen Snookerturnier in Kirgisistan, beteiligt.

## Auszeichnungen
2008 wurde Sagynbajew von Präsident Kurmanbek Bakijew für seine Verdienste zur Förderung und Entwicklung des Billardsports in Kirgisistan ausgezeichnet und erhielt eine Zwei-Zimmer-Wohnung.

## Sonstiges
Sagynbajew bekam mehrfach Angebote für Russland oder Kasachstan anzutreten. Auch soll der tschetschenische Präsident Ramsan Kadyrow ihm persönlich vorgeschlagen haben, für Tschetschenien zu spielen. Sagynbajew entschied jedoch, weiterhin für sein Heimatland zu starten.
Seit 2008 betreibt er eine Billardschule, die unter anderem den Weltmeister Dastan Lepschakow hervorbrachte.
Sagynbajew studierte an der Sportakademie in Bischkek Wirtschaftswissenschaften und Management und ab 2011 Sportwissenschaft.
Er ist von einer Journalismusstudentin, die er bei einem Interview kennenlernte und mit der er eine gemeinsame Tochter hat, geschieden.